# ギャヴィン・シモンズ (初代シモンズ子爵)
初代シモンズ子爵ギャビン・シモンズ(英語: Gavin Turnbull Simonds, 1st Viscount Simonds PC、1881年11月28日 - 1971年6月28日)は、イギリスの法曹家、判事。大法官を務めた。

## 生涯
ルイス・デリューズ・シモンズ(Louis de Luze Simonds、1852年 - 1916年)の子としてバークシャー州レディングに生まれた。ウィンチェスター・カレッジに進学したのち、オックスフォード大学に学んだ。
彼は1906年に法廷弁護士として認められたのち、1924年には勅選弁護士に任じられている。続く1929年にはリンカーン法曹院理事に就任したほか、1951年まで同院出納役の職責を全うしている。
1937年に高等法院大法官部判事に任じられたほか、併せてナイトに叙されている。後年は常任上訴貴族や枢密顧問官を歴任したのち、1944年に一代貴族としてシモンズ男爵に叙された。
1951年にはウィンストン・チャーチル内閣下の大法官に任ぜられたため、翌年のエリザベス2世戴冠式に参加している。また同年に世襲貴族爵位としてシモンズ男爵位を授けられた。
1954年に常任上訴貴族に再任するとともに、連合王国貴族としてシモンズ子爵に陛爵した。その後彼は1962年まで同職を務めている。
1971年6月28日に89歳で死去した。息子全員に先立たれていたため、すべての爵位は廃絶している。

### ショー対DPP事件
ショー対DPP事件とは、売春婦のプロフィール集を作成及び出版して娼婦から手数料を得ていた被告人が公序良俗義務違反に問われた事案であり、本件被告人に対して刑法上の謀議が成り立つか否かが争われた。その結果、貴族院は1962年に「公序良俗を貶める謀議(conspiracy to corrupt public morals)」を刑法下に認める判決を下した。以下、「公序良俗を貶める謀議」を肯定するシモンズ卿の傍論の引用である。
ただし、裁判官レイド卿は裁判所が新たな犯罪類型を認める点に関して、以下のように反対意見を述べている。

## 家族
1912年3月28日にメアリー・ホープ・メラー(Mary Hope Mellor、判事フランシス・ハミルトン・メラーの娘)と結婚して3人の息子をもうけたが、3人とも父に先立って死去した。
- ロバート・フランシス・シモンズ閣下―生没年未詳、夭折。
- ギャヴィン・アレクサンダー・シモンズ閣下(1915年 - 1951年)
- ジョン・メラー・シモンズ閣下(1915年 - 1944年)

## 栄典
- 1944年4月　枢密顧問官

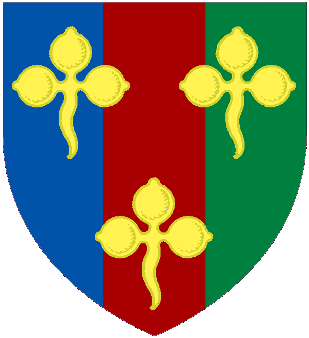
初代子爵の紋章

- サウサンプトン州におけるスパーショルトのシモンズ男爵(Baron Simonds, of Sparsholt in the County of Southampton)
(1944年4月18日の勅許状による連合王国一代貴族爵位)
- サウサンプトン州におけるスパーショルトのシモンズ男爵(Baron Simonds, of Sparsholt in the County of Southampton)
(1952年6月24日の勅許状による連合王国貴族爵位)
- サウサンプトン州におけるスパーショルトのシモンズ子爵(Viscount Simonds, of Sparsholt in the County of Southampton)
(1954年10月18日の勅許状による連合王国貴族爵位)

### 註釈
1. ↑  共謀罪のことを指す。